# Tanyostethium elongatum
Tanyostethium elongatum är en stekelart som beskrevs av Yoshimoto 1990. Tanyostethium elongatum ingår i släktet Tanyostethium och familjen dvärgsteklar. Inga underarter finns listade i Catalogue of Life.